# Trélans
Trélans község Franciaország déli részén, Lozère megyében. 2010-ben 101 lakosa volt.

## Fekvése
Trélans az Aubrac-hegység déli peremén fekszik, a Caldeyrac-patak völgyében, 960 méteres (a községterület 714-1469 méteres) tengerszint feletti magasságban, Saint-Germain-du-Teiltől 13 km-re északnyugatra, Lozère és Aveyron megyék határán. Északi határán magasodik az Aubrac-hegység legmagasabb pontja, a Signal de Mailhebiau (1469 m). A község területének 11%-át (266 hektár) erdő borítja.
Nyugatról Pomayrols és Aurelle-Verlac, északról Les Salces, keletről Les Hermaux és Saint-Pierre-de-Nogaret, délről pedig Saint-Laurent-d’Olt községekkel határos. Keleti határát a Doulou-patak alkotja.
A falut a D56-os megyei út köti össze Saint-Pierre-de-Nogaret-n keresztül a Lot völgyében haladó főúttal és vasúttal (10,5 km), valamint Les Hermaux-val (8,5 km). Saint-Geniez-d’Olt felé a D95-ös út (20 km) teremt összeköttetést.
A községhez tartozik Montfalgoux, Plagnes és Noubloux.

## Története
A település a történelmi Gévaudan és Rouergue tartományok határán fekszik. A középkorban a conques-i apátság birtoka volt.
2012. november 9.-én a község területén lezuhant egy bankjegypapírt szállító algériai katonai szállítógép, melynek teljes személyzete és összes utasa (6 fő) életét vesztette.

### Demográfia
| Év   | Lakosság |
| ---- | -------- |
| 1793 | 486      |
| 1851 | 481      |
| 1876 | 371      |
| 1901 | 352      |
| 1936 | 262      |

| Év   | Lakosság |
| ---- | -------- |
| 1946 | 230      |
| 1954 | 222      |
| 1962 | 210      |
| 1968 | 192      |

| Év   | Lakosság |
| ---- | -------- |
| 1975 | 164      |
| 1982 | 141      |
| 1990 | 127      |
| 1999 | 113      |
| 2010 | 101      |

## Nevezetességei
- A Saint-Christophe templom a 19. században épült.
- Plagnes-vízesés a Carteyrou-patakon.
- Roc de la Gardelle

## Lásd még
- Lozère megye községei

## Külső hivatkozások
- Nevezetességek (franciául)
- Képek a községről[halott link]